# 3-Metil Histidina
A 3-metil histidina é um aminoácido modificado pos-traducionalmente derivado da histidina e possui uma metilação na posição 3 do anel imidazol que compõe a cadeia lateral da histidina. Este aminoácido é um componente da urina e foi originalmente isolado da urina de humanos e gatos
A 3-metil histidina tem sido isolada do músculo esquelético, formando parte da actina e da miosina. Após a liberação no sangue, a 3-metil histidina é pouco metabolizada, uma pequena parte é convertida em N-acetil 3 metil histidina e o restante é excretado rapidamente. As  células não reutilizam a 3-metil histidina para a síntese de proteínas, pois esta não é um substrato do RNAt. A presença da 3-metil histidina na urina tem sido vinculada a processos normais de degradação das fibrilas musculares de músculo estriado e músculo liso.
A 3-metil histidina é sintetizada por uma N-metiltransferase que transfere o grupo metil de uma S-adenosil metionina para a histidina produzindo 3-metil histidina com S-adenosilhomocisteina.
| Formula Química                    | C7H11N3O2                                                                               |
| Massa Molecular Média (Da)         | 169.1811                                                                                |
| Massa Molecular Monoisotópica (Da) | 169.085126611                                                                           |
| Nome IUPAC                         | Ácido (2S)-2-amino-3-(1-methyl-1H-imidazol-5-yl)propanoico                              |
| Nome Tradicional                   | 3,metilhistidina                                                                        |
| Número de Registro CAS             | 368-16-1                                                                                |
| SMILES                             | CN1C=NC=C1C[C@H](N)C(O)=O                                                               |
| Identificador InChI                | InChI=1S/C7H11N3O2/c1-10-4-9-3-5(10)2-6(8)7(11)12/h3-4,6H,2,8H2,1H3,(H,11,12)/t6-/m0/s1 |
| Chave InChI                        | JDHILDINMRGULE-LURJTMIESA-N                                                             |